# سالمون گامز، استرالیای غربی
سالمون گامز (به انگلیسی: Salmon Gums) یک شهرک در استرالیا است که در استرالیای غربی واقع شده‌است.